# Futu ibne Alcair ibne Maomé ibne Cazar
Futu ibne Alcair ibne Maomé ibne Cazar (Futuh ibn al-Khayr ibn Muhammad ibne Khazar) foi nobre magraua do século X, membro do clã Banu Cazar.

## Vida
Futu era filho de Alcair e parente distante do fundador epônimo dos Banu Cazar. Tinha ao menos um irmão chamado Maomé. Aparece em 951/952, quando seu pai enviou-o ao Alandalus, à corte do Califado de Córdova. Foi acompanhado em sua jornada por xeiques de Tierte e Orã, todos apoiantes dos omíadas contra as pretensões dos fatímidas da Ifríquia. Depois, a delegação retornou ao Magrebe Central, mas a data é desconhecida.